# Wiedereintritt
In der Raumfahrttechnik bezeichnet der Wiedereintritt die kritische Phase des Eintritts eines Flugkörpers in die Atmosphäre des Planeten, von dem er gestartet ist. Der Eintritt in die Atmosphäre eines anderen Himmelskörpers wird im Allgemeinen nicht Wiedereintritt, sondern Atmosphäreneintritt genannt. Im Nachfolgenden ist der Wiedereintritt auf die Erde bezogen.
Beim Wiedereintritt bremst die Atmosphäre den Flugkörper von dessen typischerweise hoher Bahngeschwindigkeit ab und es wandelt sich in kurzer Zeit viel kinetische Energie in Wärme um. Objekte ohne Hitzeschild werden dabei zerstört. Das durch die Kompression der Luft vor dem Objekt sowie Reibungshitze entstehende heiße Plasma unterbricht auch eine Funkverbindung (Blackout). Auf Grund ihrer Abmessungen und des relativ flachen Eintritts wurden die Space Shuttles nicht komplett vom Plasma eingehüllt, dadurch war für sie seit 1988 unter Nutzung des S-Bandes eine durchgängige Funkverbindung über TDRS prinzipiell möglich. Ein vorheriges Abbremsen auf eine weniger kritische Geschwindigkeit würde nach der Raketengleichung einen hohen Energieeinsatz und damit große Treibstoffmassen erfordern. Dies schließt ein solches Verfahren bisher aus.
Der Begriff wird nicht nur für bemannte Raumfahrzeuge verwendet, sondern auch für Raumsonden, Sprengköpfe von Interkontinentalraketen, Kapseln mit Probenmaterial, sowie für Objekte, die verglühen dürfen oder sollen, wie ausgebrannte Raketenstufen oder ausgediente Satelliten. Oft befindet sich das Objekt zuvor in einer Umlaufbahn und der Abstieg beginnt mit der Bremszündung entgegen der Flugrichtung. Zum Wiedereintritt zählen nicht die späteren Phasen des Abstiegs, in denen die thermische Belastung gering ist. Aus dem gleichen Grund wird der Begriff für Objekte, die nur einen kleinen Bruchteil der Orbitalgeschwindigkeit erreicht haben, nicht verwendet.

## Beispiele
In der bemannten Raumfahrt sind es Rückführkapseln (Apollo, Sojus, Shenzhou) bzw. wiederverwendbare Raumfähren (beispielsweise Space Shuttle), die den Wiedereintritt jeweils schadlos überstehen müssen, um die Astronauten nicht zu gefährden. Mit MOOSE wurde ein besonders kleines und leichtes Wiedereintrittssystem entwickelt, um Astronauten im Notfall retten zu können.
Jeder Start einer mehrstufigen Rakete hinterlässt ausgebrannte Oberstufen, die nach erfüllter Aufgabe in die Atmosphäre eintreten und teilweise verglühen. Ebenso werden (ausgediente) Satelliten bei einem kontrollierten Absturz völlig oder zum größten Teil zerstört, um weiteren Weltraummüll zu vermeiden. Die Eintrittsbahn wird möglichst so gewählt, dass große Teile, die den Wiedereintritt überstehen könnten, ins Meer stürzen. Spektakuläres Beispiel für einen solchen Vorgang war die russische Mir-Raumstation. Auch das Hubble-Weltraumteleskop könnte nach dem Ende seiner Betriebszeit zum kontrollierten Absturz gebracht werden, da seine Bergung aufgrund des Absturzes des Space Shuttles Columbia nicht mehr in den Plänen der NASA auftaucht und sie mit anderen Mitteln zu kostspielig werden würde.
Bei Sonden, die nicht in dieselbe Atmosphäre wie beim Start eintreten, wird nicht von einem Wiedereintritt, sondern von einem Atmosphäreneintritt gesprochen. Hierzu zählen Landungen von planetaren Sonden (Cassini-Huygens, Mars-Rover) und die so genannte Atmosphärenbremsung oder der Atmosphäreneinfang.
Einen Wiedereintritt durchlaufen auch die Sprengköpfe von Interkontinentalraketen (ICBM) bzw. von U-Booten gestarteten ballistischen Raketen (SLBM), die sich über weite Bereiche im Weltraum bewegen und danach – von einem Wiedereintrittskörper geschützt – mit hoher Geschwindigkeit in die Atmosphäre eintreten.

## Bedingungen für sicheren Wiedereintritt
Als Eintrittswinkel wird in der Raumfahrt der Winkel bezeichnet, unter der ein Raumflugkörper bezogen auf die Horizontale in die dichteren Schichten der Atmosphäre eines Himmelskörpers eintritt. Die Höhe dieses Punktes ist willkürlich festgelegt. Die NASA gibt beispielsweise für den Eintritt in die Erdatmosphäre eine Höhe von 400.000 Fuß (ca. 122 km) an (Entry Interface).
Beim Wiedereintritt werden hohe Anforderungen an die verwendeten Materialien und die Struktur der Raumschiffzelle gestellt. Die Temperatur an den Hitzeschilden erreicht bei Eintritt in die Erdatmosphäre mehr als tausend Grad Celsius, außerdem wird die Fluggeschwindigkeit schnell verringert, sodass starke Verzögerungen auftreten.
Soll der Flugkörper die Wärmebelastung unbeschädigt überstehen, so werden in der Regel bei wiederverwendbaren Raumschiffen hitzeresistente Materialien mit einer geringen Wärmeleitfähigkeit wie Keramik in Hitzeschutzkacheln verwendet, die für eine ausreichende Isolation sorgen. Außerdem muss die Wärme wieder abgestrahlt werden; dafür eignen sich keramische Werkstoffe ebenso wie metallische. Durch Verwendung von Werkstoffen mit einem niedrigen Schmelzpunkt besteht die Möglichkeit der Kühlung durch einen ablativen Hitzeschild. Dabei sublimiert bzw. pyrolysiert das im Hitzeschild verwendete Material. Die dabei entstehende relativ kühle Grenzschicht isoliert die darunterliegenden Schichten und transportiert einen Großteil der Wärme ab. Ein ablativer Hitzeschild ist technisch einfacher und preisgünstiger als ein wiederverwendbarer Hitzeschild; bei entsprechender Auslegung sind (noch) höhere Eintrittsgeschwindigkeiten (mehr kinetische Energie, die umgewandelt werden muss) möglich. Soll ein ablativer Hitzeschild an einem wiederverwendbaren Raumschiff verwendet werden, so ist nach jedem Flug eine Erneuerung notwendig.
Eintrittswinkel und -geschwindigkeit des Flugkörpers müssen genau berechnet werden, wenn ein kontrollierter, gefahrloser Abstieg und eine Landung im vorgesehenen Landegebiet gewährleistet sein soll. Der Eintrittswinkel liegt meist zwischen 6° und 7°. Bei zu flachem Eintritt verlässt das Raumfahrzeug die Atmosphäre wieder (nach jedem weiteren Eintritt in die Atmosphäre würde es zwar weiter abgebremst, das Zielgebiet würde jedoch so verfehlt), bei einem zu steilen Eintritt sind die thermische Belastung und auch die Verzögerung des Raumschiffes zu groß. Beim Wiedereintritt der Apollo-Raumschiffe nach der Rückkehr vom Mond betrug der Eintrittswinkel idealerweise 6,5°, wobei eine Toleranz von plus/minus 0,5° bestand.

## Berechnung der Flugbahn
Seit den Anfängen der Raumfahrt war es eine wichtige Aufgabe, den Wiedereintritt verlässlich vorauszuberechnen und insbesondere Zeit und Ort des Verglühens bzw. der Landestelle zu bestimmen. Je nachdem, wie es zum Wiedereintritt kommt, treten bzw. traten unterschiedliche Schwierigkeiten auf. Die Apollo-Raumkapseln hatten keinen Treibstoff, um vor dem Wiedereintritt auf eine niedrige Umlaufbahn abzubremsen, die dann zunächst genau vermessen worden wäre. Bahnkorrekturen mussten in großer Entfernung vor dem Abtrennen der Kommandomodul-Kapsel erfolgen und mit einer für die damaligen Verhältnisse sehr hohen Präzision durchgeführt werden.
Bei einem Abstieg aus einem niedrigen Orbit heraus muss die Bremszündung genau dosiert werden können. Beispielsweise nutzte das amerikanische Space Shuttle die schwachen OMS-Triebwerke, um innerhalb von drei Minuten die Bahngeschwindigkeit um 1 % zu senken. Dieses Delta v von lediglich 90 m/s reicht aus, um auf einer elliptischen Bahn auf der anderen Seite der Erde – wieder in Flugrichtung gedreht – in die Atmosphäre einzutreten. Form und Anstellwinkel des Raumgleiters erzeugen Auftrieb, der den zunächst steileren Abstieg vor dem Auftreten der größten Belastung abflacht. Die Leistungsverteilung wird so zeitlich kompakter, was die Wärmeaufnahme senkt.
Besondere Schwierigkeiten bei der Berechnung sehr flacher Bahnen sind/waren unter anderem:
- unzureichende Kenntnis der momentanen Luftdichte entlang der Bahn. Dieses Problem war um 1960 noch völlig ungelöst und hat zu Prognosefehlern von bis zu 2 Tagen geführt. Die Ionosphäre variiert mit der Sonnenaktivität auch regional.
- wechselnder Luftwiderstand des taumelnden und sich drehenden Flugkörpers – bis heute nicht völlig gelöst
- Modellierung des Zerfallens des Flugkörpers (kleinere Teile werden stärker gebremst)

Bei schweren oder regelmäßig geformten Körpern sind die Berechnungen zuverlässiger als bei leichten Satelliten mit verschiedenen Auslegern. Einzelne Abstürze konnten bereits auf wenige Minuten, und die Spur auf einige Kilometer genau vorausberechnet werden.
Raumflugkörper, die eine Nutzlast wieder sicher landen sollen, sind daher entsprechend geformt. Die Rückkehrkapsel nimmt dadurch im Flug eine aerodynamisch stabile Lage ein, so dass der Flugkörper mit dem Hitzeschild voran in die Atmosphäre eintaucht (Sojus-Raumschiff, Mercury-Raumschiff).
Bis in die 1970er existierte ein eigenes Netz von visuellen Beobachtern namens Moonwatch, das von der US-amerikanischen Smithsonian Astrophysical Observatory (SAO) betreut wurde und weltweit einige hundert ehrenamtliche Teams umfasste. Die Unterstützung der Satellitenkameras (vor allem der Baker/Nunn-Stationen) durch relativ einfach ausgerüstete Amateurastronomen war notwendig, weil die Kameras trotz technischen Aufwands bei gewissen Bedingungen wenig ausrichten, in denen visuelle Beobachter wesentlich flexibler reagieren können.
Solche Problemfelder sind unter anderem
- Messungen in der Dämmerung (Flugkörper nur dann noch im Sonnenlicht, doch lange Belichtungszeiten unmöglich)
- sehr tiefliegende Flugbahnen
- Ungenauigkeit der Vorausberechnungen knapp vor dem Wiedereintritt, was die Programmierung der Kameras erschwert.

## Risiken
Generell sind der Start und die Landung eines (raketengetriebenen) Raumschiffs die kritischen Phasen des Fluges, für die eine erhöhte Unfallgefahr besteht.
Im Falle des US-amerikanischen Space Shuttle ist bekannt, dass das verwendete Hitzeschutzsystem (i.w. bestehend aus Reinforced Carbon-Carbon Paneelen und Keramikkacheln) zwar sehr hohen Temperaturen widersteht, auf mechanische Einflüsse aber sehr empfindlich reagiert.
Im Februar 2003 verglühte das Space Shuttle Columbia der NASA beim Wiedereintritt am Ende der Mission STS-107 teilweise, weil beim Start des Shuttles mindestens eines der am stärksten belasteten Teile des Hitzeschutzsystems an der linken Tragflächenvorderkante durch ein Schaumstoffteil so groß wie ein Aktenkoffer beschädigt wurde. Da diese Beschädigungen während der Mission nicht entdeckt wurden (einige warnende Hinweise von NASA-Mitarbeitern wurden von der Flugleitung ignoriert bzw. bagatellisiert), konnte beim Wiedereintritt das in die Tragfläche eindringende Plasma deren Aluminiumstruktur soweit beeinträchtigen, dass die linke Fläche und daraufhin das gesamte Shuttle zerstört wurden.
Landungen auf dem Mars sind aufgrund der geringen Dichte der Mars-Atmosphäre schwieriger durchzuführen, so dass Landesonden mitunter mit zu hoher Geschwindigkeit auf der Oberfläche aufschlagen und beschädigt werden können. Aus dem gleichen Grund bestehen Begrenzungen in den Landehöhen auf der Marsoberfläche, so können derzeit Sonden nur in Höhen von unter 2 km gelandet werden, womit einige der interessanten Marsregionen nicht erreicht werden können. Dagegen sind die Landungen auf der Venus oder auf Titan aufgrund der dichten Atmosphäre wesentlich einfacher durchzuführen, allerdings birgt der hohe Druck und die hohe Temperatur der Venus-Atmosphäre eine weitere Gefahr für die Landefahrzeuge.